# Mujercitas (anime)
Mujercitas (愛の若草物語 Ai no Wakakusa Monogatari?, "Historia de joven hierba") es una serie de anime basada en la novela Mujercitas ("Little Women") de Louisa May Alcott. La serie fue emitida originalmente en Japón en el año 1987, parte del contenedor infantil World Masterpiece Theater o Meisaku de Nippon Animation. El contenedor había antes y después producido una gran variedad de series de animación basadas en diferentes obras literarias infantiles; entre ellas estaban "Pollyanna" (1986) y "El pequeño Lord" (1988). En España, la serie fue emitida varias veces a través de Antena 3. Esta serie fue la primera en su clase en tener relación con otra; "Los chicos de Jo", su secuela, fue producida y estrenada en 1993.

## Argumento
La familia March es una amplia familia que vive en una pequeña ciudad en Pensilvania en los Estados Unidos de América. El señor Fréderic March y la señora Mary March tienen cuatro encantadoras hijas, cada una muy diferente a las otras.
El padre de familia ha dejado su hogar para servir en la guerra civil estadounidense; luchando contra el Ejército de los Estados Confederados. En su ausencia, una batalla en la ciudad deja a su familia sin casa y él les aconseja buscar hogar en la casa de su Tía Marta, en la ciudad de Newford, Massachusetts. Allí pasan algunos días y aunque al principio, la Tía Marta no está del todo contenta con su presencia, pronto cambia de opinión y se encariña con cada una de las "mujercitas". Poco después se instalan en su nueva casa en los alrededores y conocen muchos nuevos amigos. Sus vecinos serán los Laurence, que viven en la casa de al lado y Laurie, el joven nieto del Sr. James Laurence se hará gran amigo de la familia March. Juntos, todos superan cualquier situación, logrando resolver cualquier problema para salir adelante.

## Personajes
- Margaret (Meg) March (Keiko Han): Meg es la mayor de las hermanas y por esta razón trata de dar el mejor ejemplo que puede. A su edad ya trabaja como institutriz para ayudar a su familia; no obstante, como está creciendo, los vestidos y los bailes son su mayor preocupación, también suele salir a fiestas, mantiene una buena vida social y sueña en crecer a un gran puesto en la sociedad. Su madre sabe que puede contar con ella cuando necesite que alguien cuide de sus otras hijas.
- Josephine (Jo) March (Eiko Yamada): Jo es la segunda de las cuatro hermanas y la protagonista de la historia, ella es lo que se dice un "chicazo" y posee el carácter más fuerte de todas. Aunque tan amigable como las demás, Jo a veces se encuentra que no puede contener su mal genio y también suele ser un poco descuidada, lo que suele resultar en algún torpe tropiezo. Jo sueña con ser una gran escritora famosa algún día y por eso se esfuerza en su tiempo libre a escribir todo tipo de novelas, tratando de mejorar.
- Elizabeth (Beth) March (Mayumi Shô): Beth es la tercera de las hermanas. Ella es una niña tímida y posee el carácter más dulce y compasivo en toda la familia y siempre está dispuesta a ayudar a los demás. Por el otro lado, Beth nunca piensa mucho en su futuro, suele temer lo desconocido y por eso prefiere quedarse en casa donde no tendrá que ver gente que no le inspire confianza. Sin embargo, al abrirse un poco, encuentra amistad en el viejo vecino, el Señor Laurence. Desde pequeña, Beth tiene una salud bastante débil y contrae la escarlatina, trayendo gran preocupación a todos los que la quieren. Beth posee un talento para la música y tocar el piano es su mayor pasión.
- Amy March (Rei Sakuma): Amy es la menor de las cuatro hermanas y la narradora de esta historia. Siendo la más pequeña, Amy suele sentirse echada a un lado de vez en cuando y cree que su familia no le presta la atención y el respeto que se merece. Por otro lado, el ser la más pequeña a veces le da la oportunidad de salirse con la suya y recibir cualquier capricho. Amy suele ser egoísta y a veces bastante envidiosa de los bienes ajenos. Amy tiene talento para el arte, le gusta dibujar; aunque a veces le de por dibujar caricaturas de sus profesores.
- Señora Mary March (Taeko Nakanishi): La madre de las cuatro hermanas, Mary es una mujer bondadosa que al igual que Beth está siempre dispuesta a ayudar al prójimo. Por esta razón se une a la caridad ayudando a familias cuyos padres y esposos se han ido a luchar en la guerra civil. Su marido, Fréderic March también está luchando en el frente, dejando a Mary a cuidar sola de sus hijas aunque también cuente con la ayuda de Hannah, la cocinera de la familia.
- Señor Fréderic March (Osamu Saka): El padre de familia, él se ha marchado a luchar en el frente durante la guerra civil estadounidense. Su partida ha dejado solas a su mujer y cuatro hijas y ahora tendrán que vérselas solas. El señor Fréderic es una persona de gran voluntad que conoce su responsabilidad.
- Tía Marta (Ranko Mizuki): La tía del señor Fréderic, ella tiene un carácter un tal amargo; Cuando Mary y sus hijas se presentan en su gran hogar para pedirle ayuda, ella las rechaza. Sin embargo, después de una intervención de su desagradable sobrino David, cambia de opinión y le ofrece a les seis mujeres hogar en su misma casa. Después de un tiempo, la tía Marta se apiada de su situación y se encariña con todas, lo que cambia su manera de ser.
- Hannah (Hisako Ôkata): Hannah es la cocinera de la familia March. A diferencia de la novela y las otras películas, aquí Hannah es de raza negra; la familia March la tiene como empleada doméstica, pero no como esclava, pues esta buena familia está contra la esclavitud. Cuando el señor Fréderic se va al frente precisamente a luchar por la abolición de la esclavitud, Hannah es quien ayuda a Mary a cuidar del hogar y de sus cuatro hijas. Todas la consideran una parte de la familia y no la dejarían atrás aún si de esa manera se ahorrasen dinero de su sueldo que le pagan.
- James Laurence (Kôhei Miyauchi): Vecino de la familia March, el señor Laurence es un empresario de avanzada edad, de alta posición económica y un gran corazón de oro. Se hace buen amigo de la familia March y en especial de Beth, a quien le permite venir a tocar su gran piano de cola y le regala un piano vertical que fue de su difunta nieta.
- Laurie Laurence (Nobuo Tobita): Nieto del señor Laurence, Laurie es un muchacho un poco menor que Meg que al llegar se hace amigo de la familia March. Comparte muchos momentos divertidos con Jo, con quien mantiene la más especial amistad. Laurie se está preparando para ir a la universidad, sin embargo, los estudios no le agradan mucho y suele perder la concentración fácilmente, pues su verdadera vocación es la música.
- David: Sobrino nieto de la tía Marta y primo de las hermanas March. Es un joven de perenne mirada maliciosa y burlona, que siempre se muestra sarcástico, cargante y presto a burlarse de nada y de todo.
- Anthony: Joven periodista de The Newcord Times, diario local de Newcord, cuyo nombre recuerda a The New York Times, diario local de Nueva York. Anthony se hace amigo de Jo e intercambia con ella conocimientos y opiniones respecto a la escritura y redacción.

## Curiosidades
Algunas diferencias se pueden notar entre la serie de Nippon Animation y la obra literaria original Little Women de Louisa May Alcott, entre ellas:
- En el libro, la ciudad donde vive la familia March se llama Concord, sin embargo en la serie, la familia encuentra hogar en una ciudad llamada Newcord.
- La historia en la serie comienza en plena guerra, la ciudad está bajo la amenaza de ser atacada por el ejército Confederado y así ocurre; la familia March pierde su casa y debe abandonar la ciudad. Nada de esto ocurría en la novela, la familia March vivía en la misma casa en Concord y no tenía ningún encuentro con los ejércitos.
- Cuando la tía Marta hace su primera aparición en la serie, la familia March es para ella un grupo de desconocidas y guarda bastante rencor hacia Fréderic March. En la novela, todos los miembros de la familia March conocían a la tía Marta, y la diferencia entre ella y el Señor March era menor y de poca importancia.
- David y Anthony no están en la novela original, son personajes creados por esta serie animada.

## Temas musicales
- Japón: 
  - (Inicio) "Wakakusa no shōtaijō" cantada por Eri Nitta y "Itsuka kitto!" cantada por Keiko Han, Eiko Yamada, Mayumi Shō y Rei Sakuma
  - (Cierre) "Yuuhi to kaze to melody" cantada por Eri Nitta y "Otōsama eno Lullaby" cantada por Satoko Shimonari

- En España, la serie cuenta con dos temas de apertura completamente distintos:
  - El primer tema musical es una melodía instrumental usada por Antena 3 Televisión durante las primeras y las más recientes emisiones de la serie; dicho tema es también presuntamente titulado "Mujercitas".
  - "Mujercitas", compuesta por Vincenzo Draghi y adaptada al español por Begoña Ramos; la canción es cantada por Sol Pilas. La versión italiana de esta melodía se titula "Una scuola per cambiare" (1994), escrita por Alessandra Valeri Manera e interpretada por Cristina D'Avena. Se produjo un segundo tema cantado por Sol Pilas llamado "Una por todas y todas por una" basado en la melodía de "Una per tutte, tutte per una" (1988) de D'Avena, la cual corresponde al tema de Los chicos de Jo (1993). Se consideró insatisfactorio y se reemplazó con el actual.

- Latinoamérica: 
  - Aunque en Latinoamérica no existe mucha información referente a esta serie, la misma tuvo su doblaje en manos de la empresa SABAN Entertainment Inc. El tema utilizado es el mismo de la versión en inglés que fue transmitida por HBO, de Haim Saban y Shuki Levy. Cabe destacar que la traducción de esta versión fue utilizada tanto en la apertura como en el cierre de la versión latinoamericana en todos sus 48 episodios.

## Doblaje al español
- Amparo Bravo - Elizabeth 'Beth' March
- Matilde Conesa - Tía Marta
- Eva Díez - Amy March
- Juan Antonio Gálvez - Fréderic March
- Arturo López - Sr. Lawrence
- María Massip - Mary March
- Rafael Alonso Naranjo, Jr. - Laurie
- Luz Olier - Margaret 'Meg' March
- David Robles - John Brooke
- Alicia Sáinz de la Maza - Josephine 'Jo' March
- Amparo Soto - Hannah

## Listado de episodios
- 1. Mujercitas
- 2. Milky Ann
- 3. John, el desertor
- 4. Comienza la batalla
- 5. La ciudad está en peligro
- 6. Adiós, dulce hogar
- 7. La tía Marta no tiene corazón
- 8. Buscando casa
- 9. El enfado de Jo
- 10. Críticas y alabanzas
- 11. Una mujer amargada
- 12. Jo y el trueno
- 13. Una extraña casa
- 14. Llega Laurie
- 15. Un vecino curioso
- 16. Yo no robé ese dinero
- 17. El discurso del Presidente Lincoln
- 18. Debut en sociedad
- 19. Un muchacho simpático
- 20. Jo visita la casa de los Laurence
- 21. Regalos de un dólar
- 22. Una magnífica Navidad
- 23. Una sorpresa para Beth
- 24. Meg se enamora
- 25. La obra maestra de Jo
- 26. Beth y el Señor Laurence
- 27. Una humillación para Amy
- 28. ¿Qué es lo que has hecho, Amy?
- 29. Amy se cae al río
- 30. Es difícil pedir perdón
- 31. Meg no es una muñeca
- 32. Una mujer caprichosa
- 33. Una fiesta al aire libre
- 34. Amy tiene visiones
- 35. Meg se enamora
- 36. Jo publica su novela
- 37. Papá no está bien
- 38. Malas noticias
- 39. Carta
- 40. Beth se enferma
- 41. Mamá, vuelve pronto a casa
- 42. Señor, por favor salva a Beth
- 43. Vamos a Nueva York, Jo
- 44. ¿Quién ha escrito esta carta?
- 45. Laurie se mete en un buen lío
- 46. Una sorpresa por Navidad
- 47. Hasta la vista, Anthony
- 48. Todo está bien